# ال پارال
ال پارال دهستانی در استان آبیلای اسپانیا است.
در این دهستان ۱۳۰ نفر زندگی می‌کنند. مساحت این دهستان ۱۰٫۷۵ کیلومتر مربع است.